# Grzegorz Grzeban

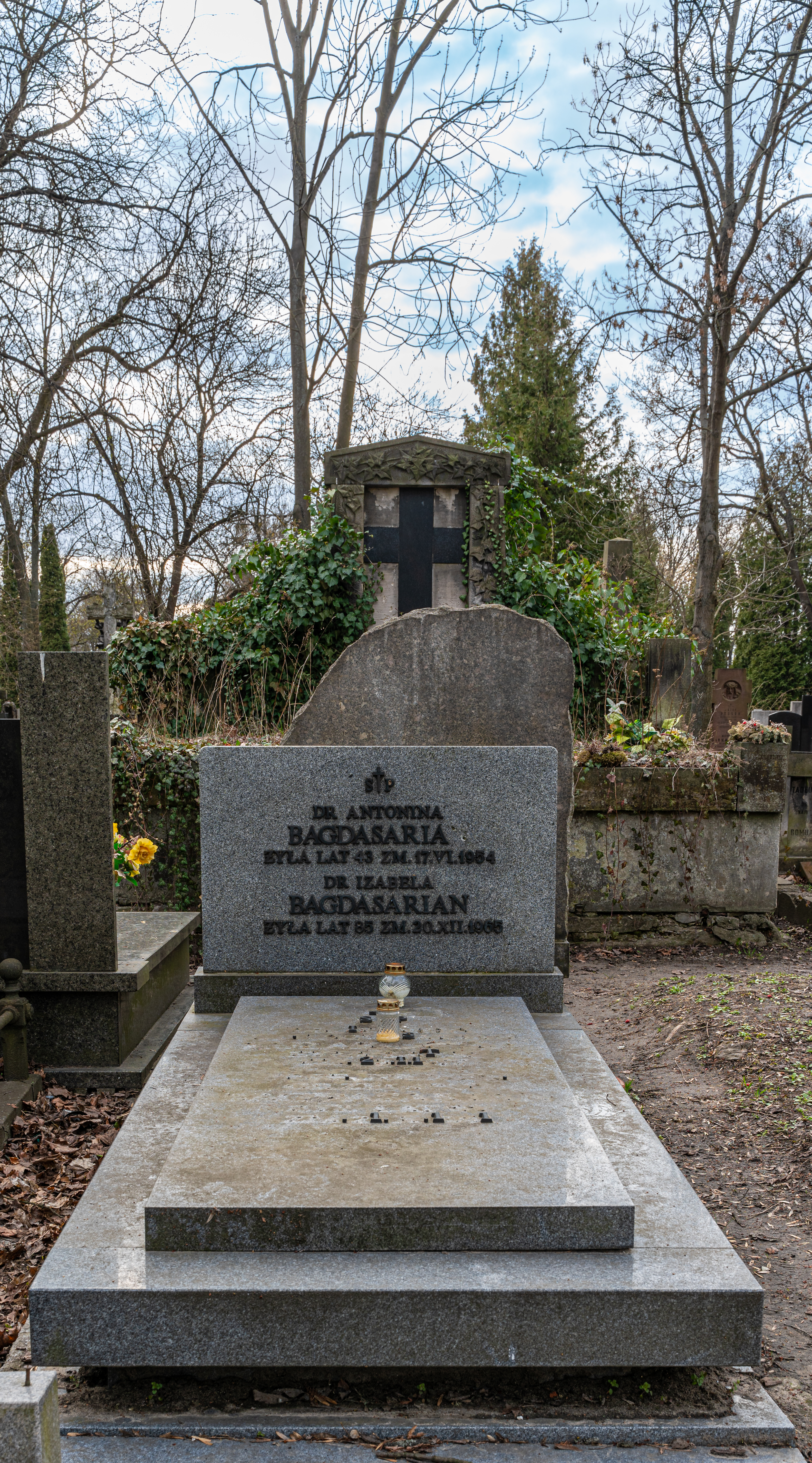
Grób Grzegorza Grzebana na cmentarzu Powązkowskim

Grzegorz Grzeban, właśc. Grzegorz Bagdasarian (ur. 28 lipca 1902 w Kiszyniowie, zm. 21 października 1991 w Warszawie) – polski kompozytor szachowy, profesor biochemii.

## Życiorys
Debiutował w 1927. Ułożył około 160 studiów, zdobył 60 wyróżnień w tym 25 nagród. Mistrz Polski w dziale studiów (w latach 1946–1962; II i IV championat). W swoich albumach Międzynarodowa Federacja Szachowa wyróżniła 7 jego kompozycji.
Sędzia międzynarodowy kompozycji szachowej FIDE od 1960. Mistrz krajowy kompozycji szachowej od 1960.
W latach 1959–1979 był redaktorem działu studiów w miesięczniku „Szachy”. W latach 1966–1976 był Przewodniczącym Komisji Kompozycji Szachowej Polskiego Związku Szachowego.
Za swe zasługi odznaczony medalem stulecia sportu, złotą odznaką PZSzach (1970) oraz honorowym członkostwem Polskiego Związku Szachowego(1976).
Był wychowawcą młodego pokolenia polskich kompozytorów. Wspólnie z Janem Rusinkiem napisał książkę Studium szachowe w Polsce 1890–1980.
Pracował w Warszawie jako lekarz i biochemik. W latach 1949–1962 był profesorem nadzwyczajnym Instytutu Gruźlicy, w latach 1954–1964 Instytutu Matki i Dziecka, w latach 1964–1973 był kierownikiem w Instytucie Biochemii i Biofizyki PAN. Zajmował się głównie pracami z dziedziny biochemii drobnoustrojów. W latach 1953–1957 był pierwszym Specjalistą Krajowym ds. Diagnostyki Laboratoryjnej. 
Zmarł w Warszawie, pochowany na cmentarzu Powązkowskim (kwatera 116-1-16).

## Odznaczenia
- Medal 10-lecia Polski Ludowej (13 stycznia 1955)[7]
- Odznaka „Za wzorową pracę w służbie zdrowia” (18 kwietnia 1952)[8]
- Złota Odznaka Honorowa PZSzach (29 listopada 1970)[9]